# Асцент
Асцент или асцендер је део слова (графеме) који се диже изнад средишње линије датог фонта. Дакле, део графеме који је виши од х-висине датог фонта.
Асцендери и десцендери олакшавају разликовање слова. Из овог разлога се у Великој Британији за „знакове поред пута“ више не користе само велика слова.